# Flemming Rasmussen
Flemming „Razz” Rasmussen (ur. 1958 w Danii) – duński producent muzyczny. 
Pracuje w studiu Sweet Silence w Kopenhadze. Wyprodukował trzy thrashmetalowe albumy amerykańskiej formacji Metallica. Były to „Ride the Lightning” (1984), „Master of Puppets” (1986) i „...And Justice for All” (1988).
Wyprodukował również m.in. albumy „Covenant” zespołu Morbid Angel, a także dwa albumy grupy Blind Guardian. Były to „Nightfall in Middle-Earth” i „Imaginations from the Other Side”, a także album zespołu Artillery – „By Inheritance” oraz płytę „Iron” zespołu „Ensiferum”.